# Der Polizeistaatsbesuch
Der Polizeistaatsbesuch – Beobachtungen unter deutschen Gastgebern ist ein deutscher Dokumentarfilm von 1967 über den Staatsbesuch des Schah-Ehepaars Mohammad Reza Pahlavi und Farah Diba in der Bundesrepublik Deutschland. Dieser Staatsbesuch führte bei der Demonstration am 2. Juni 1967 in West-Berlin zu polizeilichen Ausschreitungen gegen Demonstranten, in deren Verlauf der Student Benno Ohnesorg von dem Polizisten Karl-Heinz Kurras erschossen wurde. Der Film lief erstmals am 26. Juli 1967 in der ARD innerhalb der Sendereihe Zeichen der Zeit.

## Handlung
Der Schweizer Dokumentarfilmer Roman Brodmann wirft zunächst einen leicht ironischen Blick auf die Vorbereitungen für den Staatsbesuch. In Rothenburg ob der Tauber bereitet sich ein Hotel für den hohen Besuch vor. Tänze werden eingeübt, der begabteste Schauspieler vor Ort trainiert eine Rede, verkleidet in einer Ritterrüstung. Die Sicherheitsvorkehrungen sind extrem. Eine Flotte von Polizeimotorrädern übt mit dem einzigen Mercedes-Benz 600 Pullmann vor Ort die Anreise des Schahs. 
Am 27. Mai 1967 landet dann der Schah mit seiner Frau Farah Diba am Flughafen Köln/Bonn und wird von Bundespräsident Heinrich Lübke, Bundeskanzler Kurt Georg Kiesinger und Außenminister Willy Brandt sowie einer Ehrenformation des Wachbataillons beim Bundesministerium der Verteidigung empfangen. Am Abend gibt Heinrich Lübke einen Galaempfang für die persischen Gäste in der Villa Hammerschmidt. Ehrengäste aus den besten Kreisen Westdeutschlands reisen voller Stolz an und sonnen sich im Glanz des Schahpaares. Pahlavi erscheint in weißer Galauniform.
An den nächsten Tagen besuchen die Staatsgäste das Wallraf-Richartz-Museum in Köln, ein Stahlwerk der August Thyssen-Hütte in Duisburg, das SOS-Kinderdorf in Dießen am Ammersee und die Bayerische Staatsoper in München. Die Autobahn ist für die Anreise gesperrt, während sich auf der Gegenfahrbahn die Autos stauen. Eine Geisterfahrt durch Deutschland. Höhepunkt der Reise soll ein Besuch West-Berlins werden. Dort bereiteten sich die Studenten in der Freien Universität zu Protesten gegen den Besuch vor. Bahman Nirumand berichtet im Audimax unter großem Applaus über die Zustände in seinem Heimatland.
Am 2. Juni versammeln sich Studenten und Neugierige vor dem Schöneberger Rathaus. Bevor der Schah vorfährt, kommt ein Reisebus mit den so genannten Jubelpersern an. Als der Schah dann kommt, entwickelt sich ein lautstarker Kampf zwischen protestierenden Studenten und jubelnden Persern. Als der Schah ins Rathaus verschwindet, greifen die Perser die Studenten mit Totschlägern und Holzlatten an. Die Polizei hält sich zunächst abseits. Als schließlich die berittene Polizei auftritt, findet das zunächst den Beifall der Studenten, man erkennt aber schnell, dass die Polizei nur gegen Studenten vorgeht. Die Perser können unbehelligt zu einer Stadtrundfahrt in Busse einsteigen.
Am Abend des 2. Juni gehen die Proteste vor der Deutschen Oper weiter. Während der Schah in der Oper sitzt, greifen massive Polizeikräfte die Studenten an. Die so genannte Leberwursttaktik des Polizeipräsidenten Duensing kommt zum Tragen. Plötzlich fällt ein Schuss. Der Student Benno Ohnesorg liegt tödlich verletzt in einem Hinterhof in der Krummen Straße (Charlottenburg) am Boden. Eine junge Passantin beugt sich über ihn und wird von einem Polizisten beschimpft. Die Proteste gehen anschließend am Kurfürstendamm weiter. Eine weitere Studentin wird verletzt und von einem Krankenwagen abtransportiert.
Am nächsten Tag fährt der Schah am letzten Tag seiner Reise durch Deutschland nach Lübeck weiter. Er hört in der Marienkirche ein Orgelkonzert und wird im Lübecker Rathaus vom Ministerpräsidenten Schleswig-Holsteins Helmut Lemke verabschiedet. Lemke vergleicht die jüngere Geschichte der beiden Ländern, Iran und Deutschland und kommt zu dem Schluss, dass beide Länder in ihren Bestrebungen einen modernen Staat zu bilden sich sehr ähnlich seien.

## Hintergrund
Ursprünglich sollten zwei Teams den Besuch des Schah-Ehepaars drehen. Das erste Team um Roman Brodmann (Regie), Franz Brandeis (Kameramann) und Klaus Schumacher (Ton) konzentrierte sich auf die Vorbereitungen zum Staatsbesuch. Das zweite Team um Rainer M. C. Wagner (Regie-Assistent), Michael Busse (Kameramann), Heinz Hexer (Kamera-Assistent) und Rainer Bosch (Ton) konzentrierte sich auf den offiziellen Ablauf des Staatsbesuch in den verschiedenen Städten. Das zweite Team musste sich zuweilen aufteilen, um den Staatsbesuch in Gänze filmen zu können, sodass ein drittes Team entstand. Das dritte Team drehte den Staatsbesuch mit einer 16-mm-Kamera ohne Tonaufnahme. Die Teams trafen sich am fünften Tag des Staatsbesuchs in Rothenburg ob der Tauber.
Ursprünglich sollten die Besuche in Berlin und München nur noch von einem Team gedreht werden, da die besonderen Ereignisse – insbesondere in West-Berlin – bei der Planung zum Dreh nicht vorauszusehen waren. Aufgrund der „kleinen Scharmützel“, die es in München gegeben hatte, entschied Roman Brodmann: „[…] In Berlin war es erkennbar: hier wird's heiß. Und dann war ganz schnell der Beschluss gefasst: Das Protokoll interessiert mich nur noch ganz zweitrangig, jetzt muss der Film auf zwei Ebenen gestellt werden. Die eine Ebene ist der Staatsbesuch und die andere Ebene ist der Protest dagegen“.
Das Team hielt sich in West-Berlin daher nicht in der Deutschen Oper oder im Schöneberger Rathaus auf, sondern filmte die Proteste vor der Oper bzw. vor dem Rathaus. Der Schuss, der Benno Ohnesorg tödlich verletzt hatte, wurde als Originalton aufgenommen und war nicht nachträglich hinzugefügt. Zum Zeitpunkt des Schusses war das Team etwa „15 bis 20 Meter von dem Zwischenfall entfernt“. Die Bild- und Tonaufnahmen dienten später als „Indiz für die Ermittlungen der Staatsanwaltschaft in Berlin“.
Der Titel der Dokumentation sollte zuerst „Der Staatsbesuch“ heißen, aufgrund der Sicherheitsvorkehrungen und den Ereignissen in West-Berlin wurde der Titel in „Der Polizeistaatsbesuch“ geändert.

„Über spektakuläre Staatsbesuche werden die Fernsehzuschauer durch Live-Übertragungen und Tagesschauberichte jeweils ausführlich informiert. Die ‚Zeichen der Zeit‘-Redaktion des SDR in Stuttgart richtete die Aufmerksamkeit weniger auf die hohen Gäste als auf das Drum und Dran, um einen Katalog typischer Begleiterscheinungen dieser aufwendigen Zeremonielle zu entwerfen. Als Betrachtungsmodell wählte man den Besuch des persischen Kaiserpaars, der Arbeitstitel hiess ‚Der Staatsbesuch‘. Zwei Teams begleiteten die Gäste auf ihrer Deutschlandreise von Bonn über Köln, Aachen, Düsseldorf, Rüdesheim, Rothenburg, München, Berlin und Hamburg bis Lübeck. Während das eine Team in Rothenburg noch die letzten Vorbereitungen beobachtete, war das andere mit dem Schah schon unterwegs am Rhein. Die Bilder glichen sich von Bonn bis Lübeck: sie waren beherrscht von Polizeiaufmärschen ungeahnter Ausmaße. In Berlin und Hamburg gipfelte das Sicherheitsbedürfnis in blutigen Krawallen, die dem als Schmunzelbeitrag gedachten ‚Zeichen der Zeit‘-Film schliesslich einen unerwarteten düsteren Akzent aufsetzten.“

## Auszeichnungen
- Adolf-Grimme-Preis mit Silber 1968 für Roman Brodmann